# Cincinnati Stuff
I Cincinnati Stuff sono stati una società di pallacanestro statunitense con sede a Cincinnati, nello Stato dell'Ohio.

## Storia
Fondati nel 1999, hanno partecipato ai due campionati della IBL, prima di sciogliersi in seguito al fallimento della lega stessa.

## Stagioni
| Stagione | Lega | Denominazione    | V  | P  | %    | Piazzamento | Play-off    |
| -------- | ---- | ---------------- | -- | -- | ---- | ----------- | ----------- |
| 1999-00  | IBL  | Cincinnati Stuff | 43 | 21 | 67,2 | 1º          | Semifinale  |
| 2000-01  | IBL  | Cincinnati Stuff | 27 | 24 | 52,9 | 2º          | Primo turno |

## Curiosità
Fra i membri del front office figurava anche l'Hall of Famer Oscar Robertson, autentica leggenda locale del basket.